# Monique Billings
Monique Charice Billings (ur. 2 maja 1996 w Riverside) – amerykańska koszykarka, występująca na pozycji silnej skrzydłowej, obecnie zawodniczka Atlanty Dream, w WNBA.

## Osiągnięcia
Stan na 6 kwietnia 2022, na podstawie, o ile nie zaznaczono inaczej.

### NCAA
- Uczestniczka rozgrywek:
  - Elite 8 turnieju NCAA (2018)
  - Sweet 16 turnieju NCAA (2016–2018)
- Zaliczona do:
  - I składu:
    - Pac-12 (2017, 2018)
    - defensywnego Pac-12 (2017, 2018)
    - turnieju:
      - Pac-12 (2018)
      - Kansas City Regional All-NCAA (2018)
      - WBCA All-Region 5 (2018)

  - składu honorable mention:
    - Pac-12 (2016)
    - najlepszych pierwszorocznych zawodniczek Pac-12 (2015)
    - Pac-12 All-Academic (2016)
    - All-American (2018 przez WBCA)
- Liderka Pac-12 w zbiórkach (9,5 – 2018)

## Drużynowe
- Zdobywczyni Pucharu Rosji (2021)